# Daniele Oliveira
Daniele Cristine Marcelo de Oliveira est une joueuse brésilienne de volley-ball  née le 4 novembre 1986 à São Paulo. Elle mesure 1,85 m et joue au poste de centrale. Elle totalise 5 sélections en équipe du Brésil.

## Clubs
| Club                       | De        | À         |
| -------------------------- | --------- | --------- |
| Esporte Clube União Suzano | 2002-2003 | 2005-2006 |
| EC Pinheiros               | 2006-2007 | 2008-2009 |
| Rio de Janeiro Volêi Clube | 2009-2010 | 2010-2011 |
| Minas Tênis Clube          | 2011-2012 | 2011-2012 |
| Osasco Voleibol Clube      | 2012-2013 | 2012-2013 |
| Maranhão Vôlei             | 2013-2014 | 2013-2014 |
| São Caetano Esporte Clube  | 2014-2015 | 2014-2015 |
| Vôlei Bauru                | 2015-2016 | 2015-2016 |
| Rio do Sul                 | 2016-2017 | 2016-2017 |
| Sesi-SP                    | 2017-2018 | 2017-2018 |
| Brasília Vôlei             | 2019-2020 | …         |

## Palmarès

### Équipe nationale
- Championnat d'Amérique du Sud  des moins de 20 ans
  - Vainqueur : 2004.

### Clubs
- Championnat du monde des clubs
  - Vainqueur : 2012.
- Championnat sud-américain des clubs
  - Vainqueur : 2012.
  - Finaliste : 2009.
- Championnat du Brésil
  - Vainqueur : 2011.
  - Finaliste : 2010.